# Usine BMW de Spartanburg
Le site industriel de BMW à Greer, en Caroline du Sud, produit des véhicules roadster et tout-terrain du groupe automobile allemand. 
Situé à l'ouest du comté de Spartanburg, l'usine a commencé sa production en 1996 avec certains modèles de la Série 3 (E36) et le roadster Z3. BMW n'y a pas produit la génération suivante de la Série 3 (E46), préférant consacrer le site à la production exclusive au niveau mondial du roadster Z4, du Z4 coupe, du Z4 M roadster, du Z4 M coupe et du tout-terrain X5. 
Lors de son assemblée générale du 15 mai 2007, le groupe BMW a annoncé qu'il allait porter la capacité du site de 140 000 à 200 000 véhicules par an. Dès 2008, le tout-terrain X6 et la nouvelle version du X3 (actuellement assemblée à Graz par Magna) y seront produits, alors que la Z4 pourrait être elle assemblée à Ratisbonne.  Les États-Unis sont le premier marché du constructeur, qui y a effectué 25 % de ses ventes l'an dernier, alors qu'il produit 66 % de ses véhicules en Allemagne, son deuxième marché. BMW a notamment vendu 114 000 X3, 75 000 X5 et 31 000 Z4 en 2006, dont 31 000, 27 000 et 12 000, respectivement, aux États-Unis.
Désormais le X4 est également produit dans cette usine.
En 2019, l'usine commence à assembler le BMW X7. Au total 411 620 véhicules ont été assemblés sur ce site de production en 2019.